# 高岡宗泰
高岡宗泰（1255年—1326年8月13日）是日本鎌倉時代的隠岐國守護代。出雲高岡氏始祖。隠岐（佐佐木）泰清之八男。母親是葛西清親的女兒。鹽冶頼泰的弟。妻是出雲國人眾井氏。他的原名源宗泰。通稱高岡八郎，別稱佐佐木八郎。官位是左衛門少尉。家紋是“花輪違（別稱“七寶之内花角”）”。

## 系出

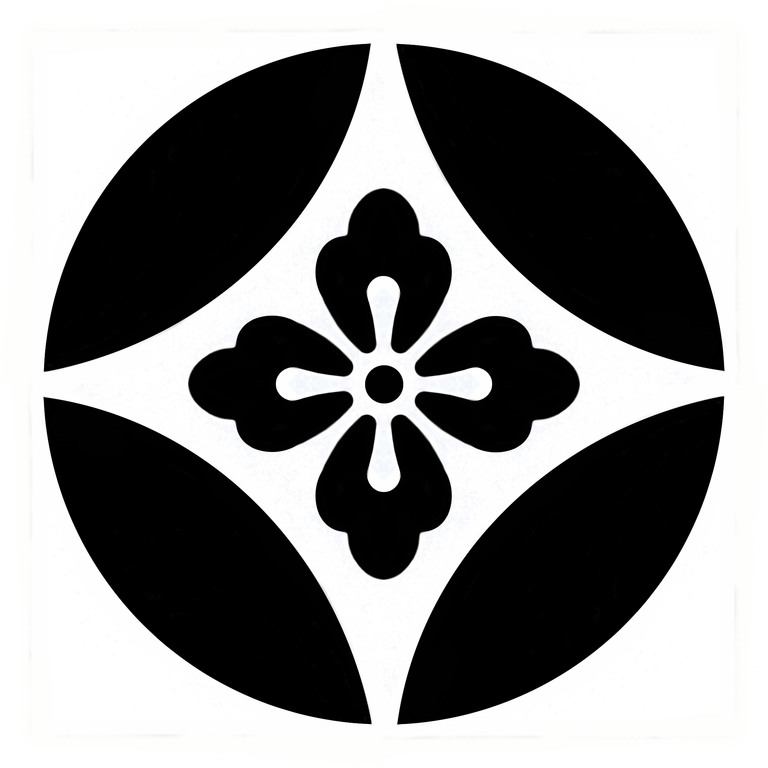
花輪違（七寶之内花角）

高岡氏系出宇多源氏佐佐木氏支族，源自宗家佐佐木氏之祖的源秀義（佐佐木秀義）之五男源義清（佐佐木義清）承久之乱時以勇將之名活躍於世因而賜於隠岐出雲両國守護職，而來是氏繁榮於両國矣。義清次男曰泰清世襲於職禄如先代，泰清之八男是宗泰也。

## 生平
- 1274年（弘長11年12月）頃拜任異國警固番役，因而防衛於筑前國遠賀郡黒崎之附近。
- 1277年（建治3年4月）任隱岐國守護代（一説隠岐國守護職）。
- 1287年（弘安10年）頃，父泰清的遺領分而封於出雲國神門郡鹽冶鄉高岡邑，因以稱高岡氏。
- 1305年（嘉元3年），北條宗方為狼藉（嘉元之乱）之時，蒙命参加於追討軍勢。
- 1326年8月13日（嘉曆元年七月十五）卒去，享年72歳。法名覺念。

## 參看
- 佐佐木氏
- 高岡氏